# 霍伦巴赫-布亨
霍伦巴赫-布亨（德语：Horrenbach-Buchen）是瑞士的城鎮，位於該國中西部，由伯恩州負責管轄，面積20.4平方公里，一半土地是農業用地，海拔高度1,000米，2011年人口260，人口密度每平方公里13人。